# Olivér Sin

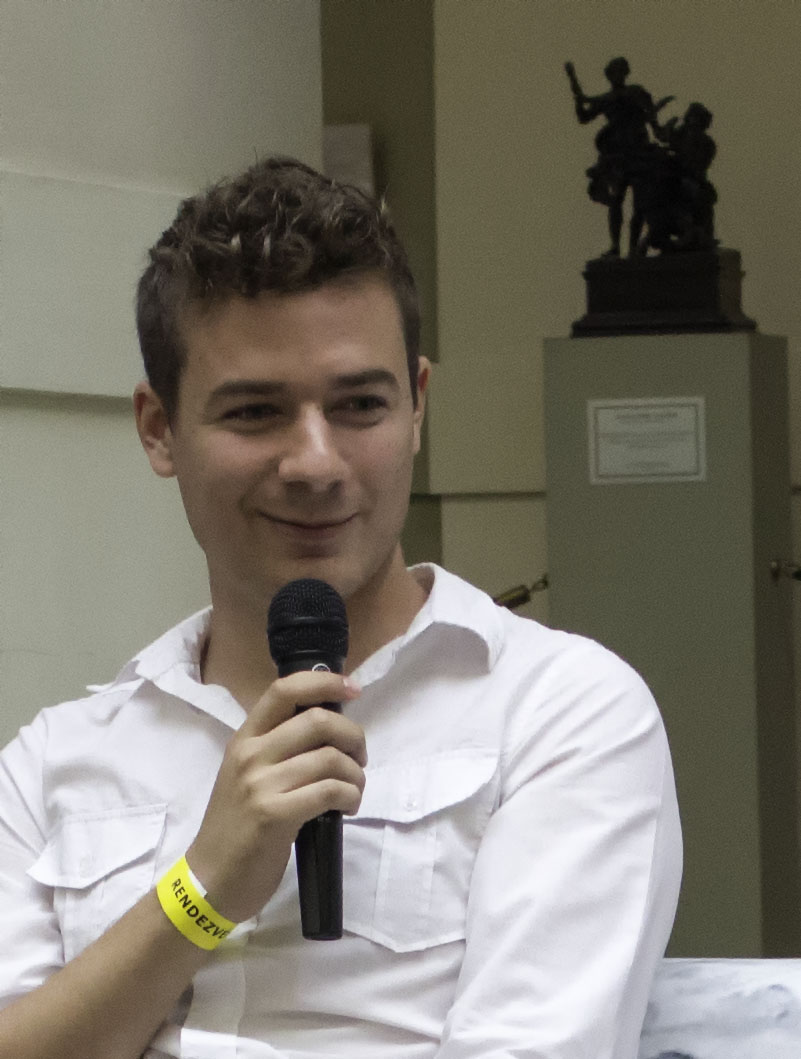
Museum of Fine Arts, Budapest, 2013

Olivér Gábor Sin (Boedapest, 18 mei 1985) is een Hongaars kunstschilder.
Sin volgde secundair onderwijs in Dunakeszi en studeerde beeldende kunst aan de Universiteit van West-Hongarije in Szombathely.

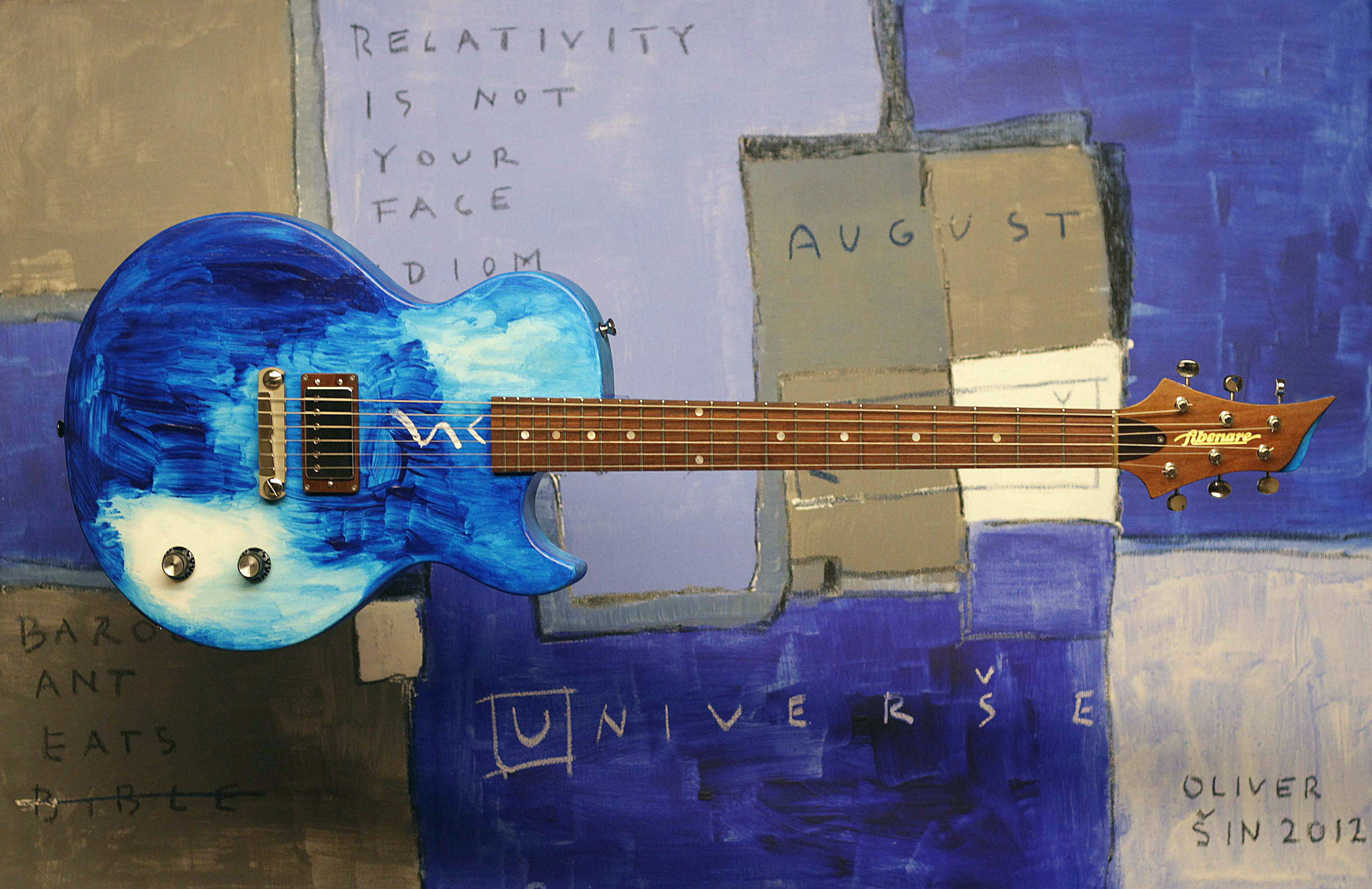